# Bozçavuş, Arıcak
Bozçavuş là một xã thuộc huyện Arıcak, tỉnh Elâzığ, Thổ Nhĩ Kỳ. Dân số thời điểm năm 2011 là 553 người.